# Medaille van de Turkse Vereniging voor Luchtvaart
De Medaille van de Turkse Vereniging voor Luchtvaart wordt toegekend voor verdiensten voor de luchtvaart. In Turkije werd in de Eerste Wereldoorlog met Duitse steun een militaire luchtmacht opgezet. In de jaren 50 van de 20e eeuw werd de Turkse luchtmacht geïntegreerd in de luchtstrijdkrachten van de NAVO. 
Ook Prins Bernhard der Nederlanden, een Generaal van de Koninklijke Luchtmacht, een enthousiast piloot, commissaris van Fokker en van de KLM en een man met bijzondere interesses en belangen in de luchtvaart en luchtvaartindustrie droeg deze medaille. 